# 清原なつの
清原 なつの（きよはら なつの、1956年8月8日- ）は、日本の女性漫画家。血液型はB型。

## 来歴
1956年、岐阜県に生まれる。中学生のころから作画グループ同人に参加。第8回りぼん新人漫画賞で『チゴイネルワイゼン』が佳作入選し、『りぼん』1976年10月号掲載の『グッド・バイバイ』でデビュー。以後1980年代中期まで『りぼん』『ぶ〜け』などで短編を中心に発表し、SFテーマへの取り組みや内向的な作風によって、地味ながら通好みの漫画家として評価された。
金沢大学薬学部に在学した経歴を持ち、初期の代表作『花岡ちゃんシリーズ』は執筆当時リアルタイムで学生生活を送っていた金沢市が実質的舞台となっている。
1980年代後半以降は科学研究職との兼業のため寡作となったが、この時期には性的テーマに取り組んだ最大の連作『花図鑑』シリーズなどの作品がある。『ぱふ』1983年9月号に掲載された『お嬢さんお手やわらかに』では、「植田祐子」名義を使用。
2004年には、千利休の生涯を取り上げた伝記的作品『千利休』を4年半かけて完成させ、発表。その後、雑誌（『月刊Flowers』、『イブニング』など）で新作短編を発表。2007年3月創刊の『コミックチャージ』で筒井康隆原作『家族八景』を連載。『月刊Flowers』で『お伽ファンタジー』シリーズを不定期連載している。
同期の漫画家は、小椋冬美、笈川かおるなど。

## 作品リスト

### 雑誌掲載
- 花岡ちゃんの夏休み（掲載：1977年）
- 飛鳥昔語り（掲載：1978年）
- 3丁目のサテンドール
- 真珠とり（掲載：1979年 - 1981年）
- 未来より愛をこめて（掲載：1981年 - 1982年）
- なけなしのラブストーリィ（1983年）
- ゴジラサンド日和（1982年）
- あざやかな瞬間（掲載：1984年）
- 群青の日々（掲載：1985年 - 1986年）
- アンドロイドは電気毛布の夢を見るか?（掲載：1985年 - 1987年）
- 光の回廊（掲載：1988年）
- 金色のシルバーバック（銀色のクリメーヌ）（掲載：1985年 - 1989年）
- 空の色 水の青（掲載：1987年 - 1990年）
- 花図鑑 1 - 5（1991年 - 1995年）
- ワンダフルライフ 1 - 2（1991年 - 1997年）
- 千利休（2004年）
- サボテン姫とイグアナ王子（2005年）
- 二十歳のバースディ・プレート（2005年）
- パラダイス・アベニュー（2006年）
- 人魚姫と半魚人王子（お伽ファンタジー1）（掲載：2006年 - 2008年）

### 単行本
- 『花岡ちゃんの夏休み』（りぼんマスコットコミックス、1979年）
- 『飛鳥昔語り』（りぼんマスコットコミックス、1980年）
- 『真珠とり』（りぼんマスコットコミックス、1982年）
- 『未来より愛をこめて』（りぼんマスコットコミックス、1983年）
- 『なけなしのラブストーリィ』（りぼんマスコットコミックス、1983年）
- 『ゴジラサンド日和』（りぼんマスコットコミックス、1984年）
- 『あざやかな瞬間』（りぼんマスコットコミックス、1985年）
- 『群青の日々』（ぶ〜けコミックス、1987年）
- 『アンドロイドは電気毛布の夢を見るか?』（ぶ〜けコミックス、1987年）
- 『光の回廊』（ぶ〜けコミックス、1989年）
- 『金色のシルバーバック』（ぶ〜けコミックス、1990年）
- 『空の色 水の青』（ぶ〜けコミックス、1990年）
- 『花図鑑』 1 - 5（ぶ〜けコミックスワイド版、1991年 - 1995年）
- 『ワンダフルライフ』 1 - 2（マーガレットコミックス、1996年 - 1997年）
- 『千の王国百の城』（ハヤカワ文庫、2001年）
- 『アレックス・タイムトラベル』（ハヤカワ文庫、2001年）
- 『春の微熱』（ハヤカワ文庫、2002年）
- 『私の保健室においで…』（ハヤカワ文庫、2002年）
- 『ワンダフルライフ』（ハヤカワ文庫、2004年）
- 『花図鑑』 1 - 2（ハヤカワ文庫、2004年）
- 『千利休』（本の雑誌社、2004年）
- 『サボテン姫とイグアナ王子』（本の雑誌社、2005年）
- 『二十歳のバースディ・プレート』（本の雑誌社、2005年）
- 『花岡ちゃんの夏休み』（ハヤカワ文庫、2006年）
- 『家族八景』 上・下（原作：筒井康隆）（角川書店、2008年）
- 『人魚姫と半魚人王子 お伽ファンタジー 1』（フラワーコミックスアルファ、2009年）
- 『雨降り姫と砂漠王子 お伽ファンタジー 2』（フラワーコミックスアルファ、2012年)
- 『パラダイス・アベニュー』（小学館文庫、2013年）
- 『ヤマトナデシコ日和』（フラワーコミックスアルファ、2014年） ISBN 9784091366306
- 『桜の森の満開の下 清原なつの初期ベスト自選傑作集』（KADOKAWA、2018年）ISBN 978-4047353329
- 『じゃあまたね』（集英社ホームコミックス、2018年） ISBN 978-4834232714
- 『じゃあまたね 2』（集英社ホームコミックス、2020年） ISBN 978-4834232967